# Miklós Szabó (atleta 1908)
Miklós Szabó (Budapest, 6 dicembre 1908 – Budapest, 3 dicembre 2000) è stato un mezzofondista ungherese, medaglia d'oro negli 800 metri piani e medaglia d'argento nei 1500 metri piani agli europei del 1934.

## Biografia
Atleta specializzato nel mezzofondo, spaziò tra gli 800 m e i 1500 m, cimentandosi anche nei 2000 m e oltre.
Vinse gli 800 metri piani agli europei del 1934 superando per pochi centimetri un ventenne Mario Lanzi. Due giorni prima, il 7 settembre, giunse secondo nei 1500 m dopo Luigi Beccali.
Dopo i Giochi olimpici del 1936, nei quali venne eliminato nella semifinale degli 800 m e giunse settimo nella finale dei 1500 m, Miklós Szabó migliorò il record del mondo sui 2000 metri piani di Jules Ladoumègue con il tempo di 5'20"4 a Budapest.
Nel 1937 aggiunse il record sul doppio miglio (3.218,688 metri) con 8'56"0; inoltre migliorò il record del mondo dei 1500 m con 3'48"6.
Vinse 5 titoli nazionali negli 800 m tra il 1933 e il 1937 e 8 titoli nei 1500 m tra il 1929 e il 1937.

## Progressione

### 1500 metri piani
Szabó è stato presente per ben 11 stagioni nella top 25 mondiale dei 1500 metri piani..
| Stagione | Tempo  | Luogo    | Data       | Rank. Mond. |
| -------- | ------ | -------- | ---------- | ----------- |
| 1941     | 3'52"6 | Göteborg | 18-7-1941  | 9º          |
| 1940     | 3'52"8 | Budapest | 22-9-1940  | 10º         |
| 1939     | 3'53"6 | Torino   | 2-7-1939   | 17º         |
| 1938     | 3'53"4 | Budapest | 24-9-1938  | 16º         |
| 1937     | 3'48"6 | Budapest | 3-10-1937  | 1º          |
| 1936     | 3'53"0 | Budapest | 14-6-1936  | 9º          |
| 1934     | 3'55"1 | Colonia  | 17-7-1934  | 11º         |
| 1933     | 3'52"6 | Budapest | 12-8-1933  | 4º          |
| 1932     | 3'59"2 | Anversa  | 19-6-1932  | 24º         |
| 1930     | 3'59"8 | Budapest | 6-7-1930   | 13º         |
| 1929     | 4'00"4 | Genova   | 20-10-1929 | 14º         |

## Palmarès
| Anno | Manifestazione  | Sede    | Evento       | Risultato | Prestazione | Note                          |
| ---- | --------------- | ------- | ------------ | --------- | ----------- | ----------------------------- |
| 1934 | Europei         | Torino  | 800 m piani  | Oro       | 1'52"0      | Miglior prestazione personale |
| 1934 | Europei         | Torino  | 1500 m piani | Argento   | 3'55"2      |                               |
| 1936 | Giochi olimpici | Berlino | 1500 m piani | 7º        | 3'53"0      |                               |

## Campionati nazionali
- 5 volte campione nazionale negli 800 m piani (1933, 1934, 1935, 1936, 1937)
- 8 volte campione nazionale nei 1500 m piani (1929, 1930, 1932, 1933, 1934, 1935, 1936, 1937)